# Anopsobius wrighti
Anopsobius wrighti är en mångfotingart som beskrevs av Edgecombe 2003. Anopsobius wrighti ingår i släktet Anopsobius och familjen fåögonkrypare. Inga underarter finns listade i Catalogue of Life.